# Anthony B

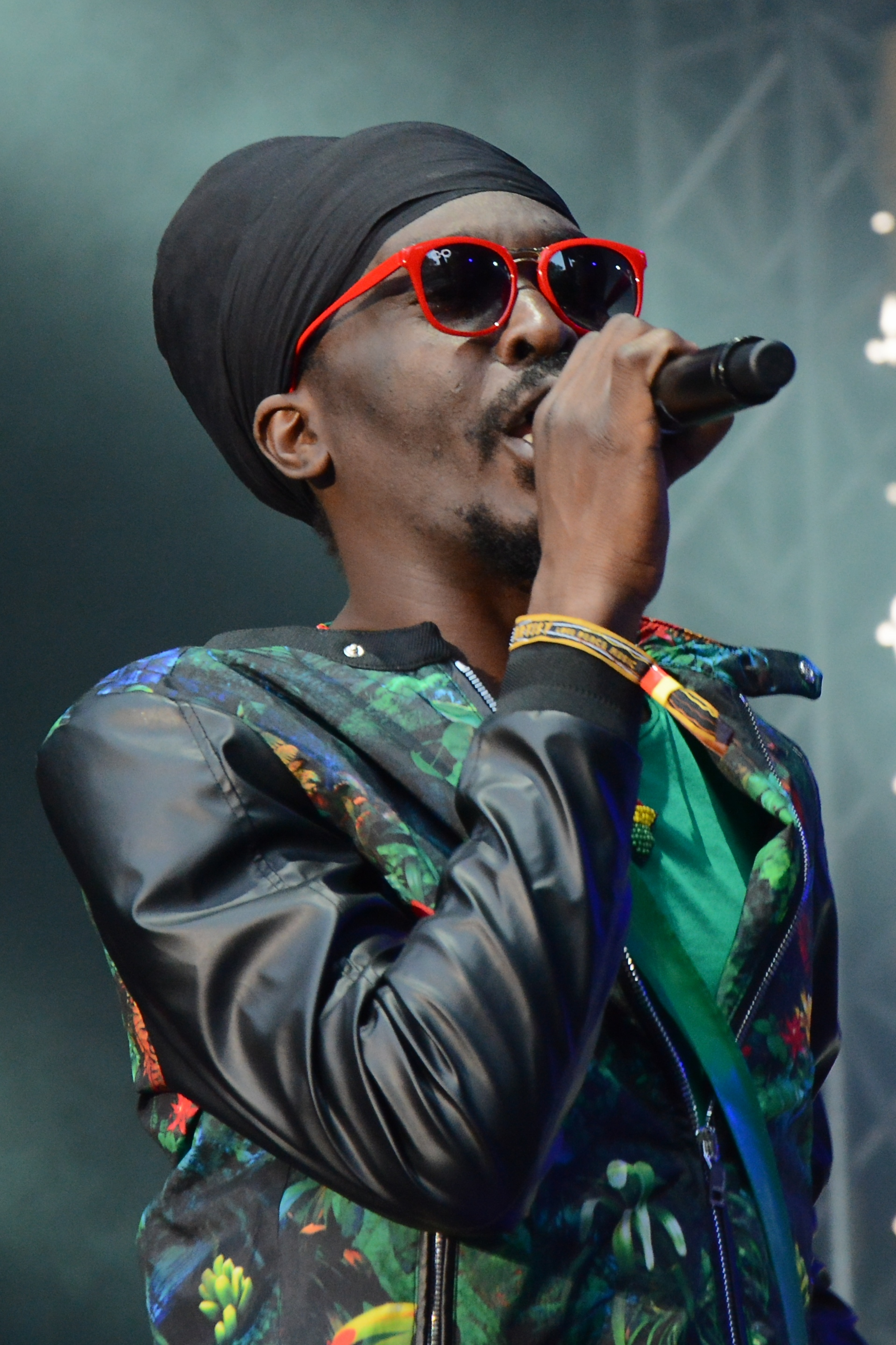
Anthony B beim Ruhr Reggae Summer 2014 in Mülheim

Anthony B, eigentlich Keith Anthony Blair (* 31. März 1976 in Clark’s Town, Jamaika), ist ein jamaikanischer Dancehall- und Reggae-Interpret. Sein Durchbruch gelang ihm 1995 mit den Songs Fire Pon Rome und Warrior, seitdem ist er einer der prägenden jamaikanischen Sänger und Songwriter. 

## Leben
Keith Blair wuchs in einer ländlichen Gegend im jamaikanischen Trelawny Parish auf, wo er durch seine christliche Familie schon früh mit kirchlicher Musik in Berührung kam. Gleichwohl verfolgte er zu der Zeit auch die aktuelle jamaikanische Musik. Peter Tosh und Bob Marley seine größten Vorbilder; sie sollten später auch seinen musikalischen Stil prägen. In seiner Jugend wandte er sich der Rastafari Religion zu. Diese Entscheidung wurde von seiner christlichen Familie missbilligt, sodass er 1992 zu seiner Tante und seinem Onkel nach Portmore zog, wo seine musikalische Karriere begann.
Zu Beginn seiner Karriere fand Keith Blair eine musikalische Landschaft vor, die ihm nicht zusagte: Die Texte der jamaikanischen Reggae-Künstler handelten hauptsächlich von Pistolen und willigen Frauen. Als er im Jahre 1993 den Produzenten Richard „Bell“ Bello von Star Trail Records kennenlernte, erkannte dieser Anthony Bs Talent für Liedtexte. Fortan veröffentlichte Blair mit seiner Hilfe Hits wie Fire Pon Rome,  Raid di barn,  One Thing, Repentance Time und Rumour.
Anthony B ist ein gläubiger Bobo Ashanti, eine Strömung innerhalb der Religion Rastafari. Sein tiefer Glaube spiegelt sich auch in seinen spirituellen Texten wider. Er singt auch über politische Ungerechtigkeiten und das Leiden der armen Bevölkerung Jamaikas. Dabei blieb er nicht immer unumstritten: Aufsehen erregte zum Beispiel sein Lied  Fire Pon Rome, das sich gegen die Römisch-katholische Kirche wendet. Seit 1994 hat er viele Aufnahmen veröffentlicht.

## Diskografie
| Jahr | Albumtitel              |                        |
| ---- | ----------------------- | ---------------------- |
| 1996 | Real Revolutionary      | Greensleeves Records   |
| 1996 | So Many Things          | VP Records             |
| 1997 | Universal Struggle      | VP Records             |
| 1999 | Seven Seals             | VP Records             |
| 2001 | Thats Life              | VP Records             |
| 2002 | Live on the Battlefield | Jahmin                 |
| 2003 | Street Knowledge        | Nocturne Records       |
| 2004 | Untouchable             | Togetherness Records   |
| 2004 | Powers Of Creation      | Nocturne Records       |
| 2005 | Black Star              | Greensleeves           |
| 2005 | My Hope                 | Minor7 Flat5           |
| 2006 | Suffering Man           | Tads                   |
| 2007 | Higher Meditation       | Greensleeves           |
| 2008 | Life Over Death         | Born Fire Music        |
| 2009 | Rise Up                 | Greensleeves           |
| 2011 | Rasta Love              | Born Fire Music        |
| 2012 | Freedom Fighter         | Irievibrations Records |
| 2013 | Tribute To Legends      | Master One Productions |
| 2015 | Tears Of Luv            | Born Fire Music        |
| 2020 | King Of My Castle       | Born Fire Music        |